# Equivalência entre portas lógicas
Dentre as portas lógicas existentes, há duas que são chamadas de portas universais. Isso se deve ao fato que em combinações apropriadas, podem ser usadas para implementar cada uma das operações booleanas OR, AND e INVERSOR. São elas, a porta NOR e NAND, que acabam sendo usadas frequentemente na redução dos custos da construção de um circuito digital. Essa universalidade só é possível graças ao Teorema de DeMorgan.

## Universalidade da porta NAND

### Inversor
Para ser feito um inversor utilizando apenas uma porta NAND, é necessário unificar as duas entradas da mesma, dessa forma obtém-se uma saída negada.

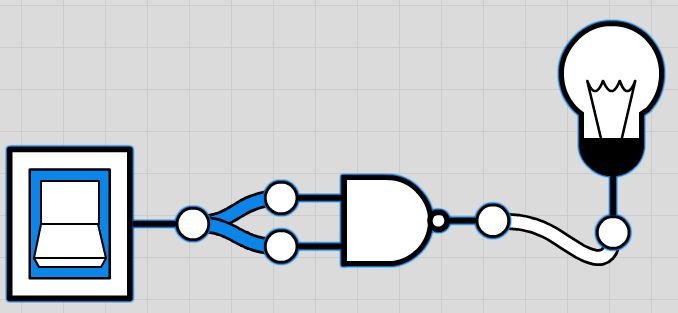
Inversor de NAND

### Porta OR
Pode-se obter uma porta OR ligando cada uma das duas entradas em um inversor, como o que foi descrito no tópico acima. A partir disso, ligam-se as duas saídas geradas nas entradas de uma porta NAND.

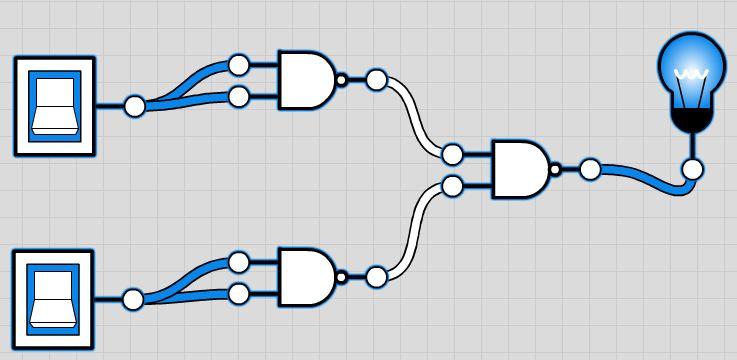
Porta OR feita com Porta NAND

### Porta AND
Uma porta AND pode ser obtida apenas ligando um inversor na saída de uma porta NAND.

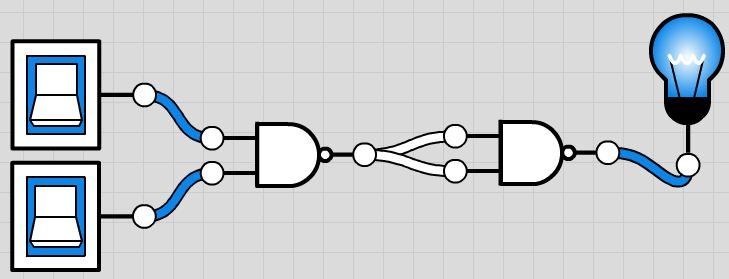
Porta AND feita com Porta NAND

## Universalidade da porta NOR

### Inversor
Assim como na porta NAND, para se obter um inversor usando a porta NOR, basta interconectar todas as entradas, criando assim, uma só entrada e negando a saída  como um inversor faz.

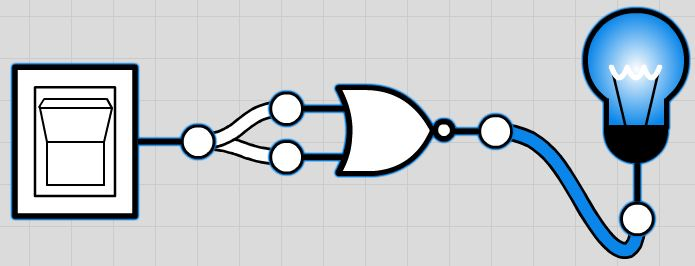
Inversor feito de Porta NOR

### Porta OR
Ao ligar o resultado de uma porta NOR em um inversor de NOR, equivalerá a uma porta OR.

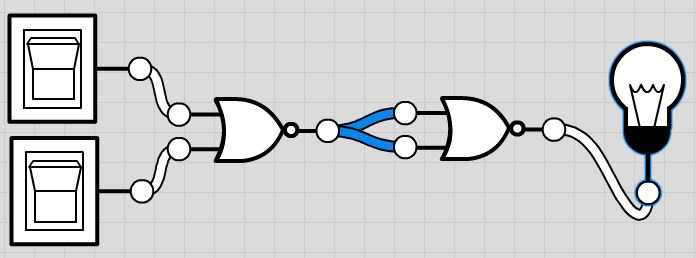
Porta OR feita de Portas NOR

### Porta AND
Para se ter o resultado de uma porta AND usando apenas portas NOR é necessário ligar um inversor em cada uma das entradas e, posteriormente, ligar esse resultado em uma porta NOR. Para finalizar substitua os inversores, por portas NOR que tenham o mesmo valor deles, como no item acima.

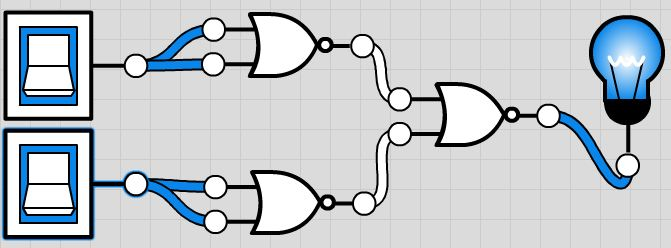
Porta AND feita de Portas NOR

## Exemplo
Para melhor entendimento, segue este exemplo de um circuito formado por diferentes portas lógicas, transformando-o em um circuito de somente portas NAND e outro circuito só com portas NOR.

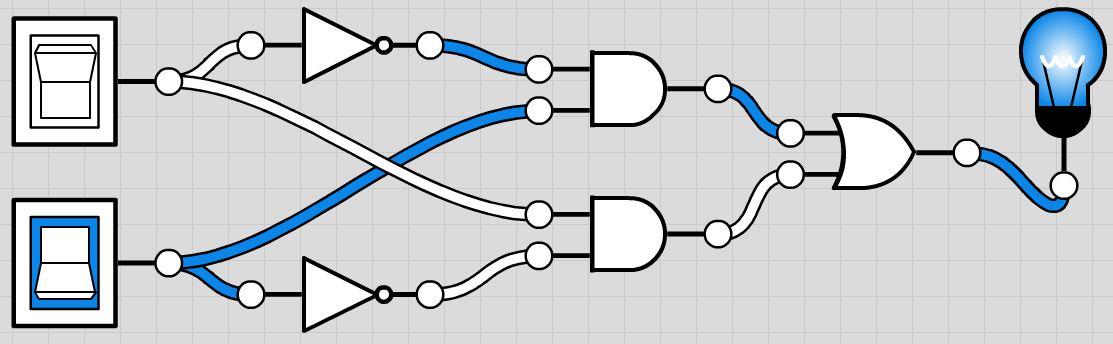
Circuito formado com vários tipos de Portas Lógicas

### Transformando para Portas NAND
O primeiro passo para fazer o circuito acima com somente portas NAND é trocar cada porta - INVERSOR, OR, AND- pela portas NAND equivalente, como na figura a seguir.

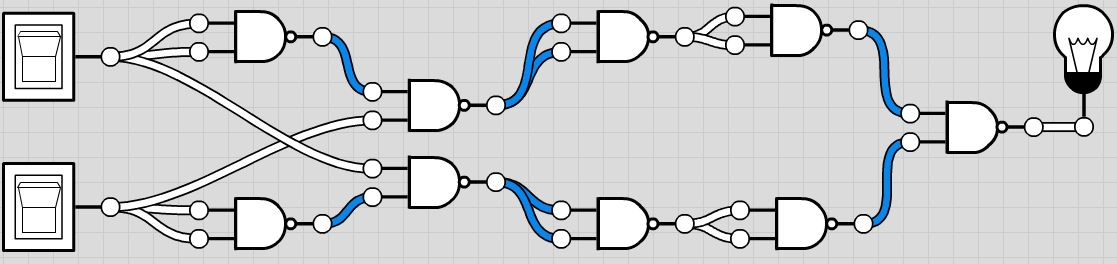
Circuito com só portas NAND

Ao observar esse circuito, nota-se que há portas desnecessárias, que acabam repetindo as operações. Então, o próximo passo é remover essas portas. Feito isso, o circuito está pronto.

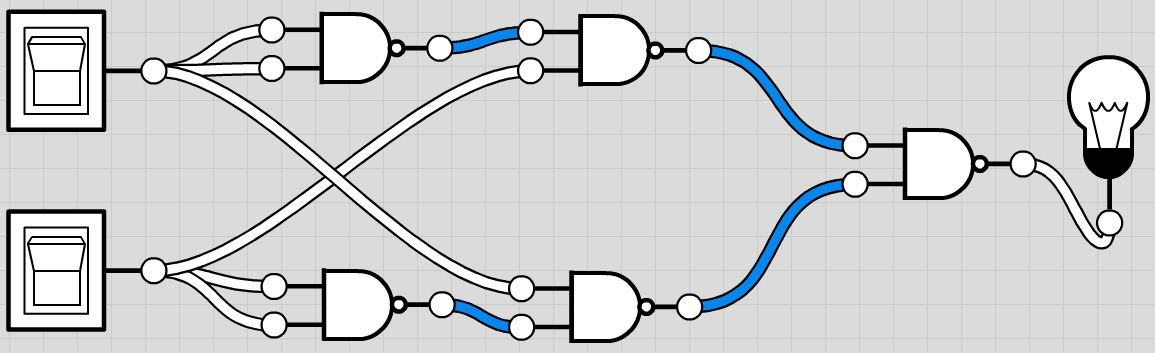
Circuito Pronto com somente portas NAND

### Transformando para Portas NOR
Como na transformação para portas NAND, o primeiro passo para fazer o circuito é trocar cada porta - Inversor, OR, AND - pela portas NOR equivalente, como na figura a seguir.

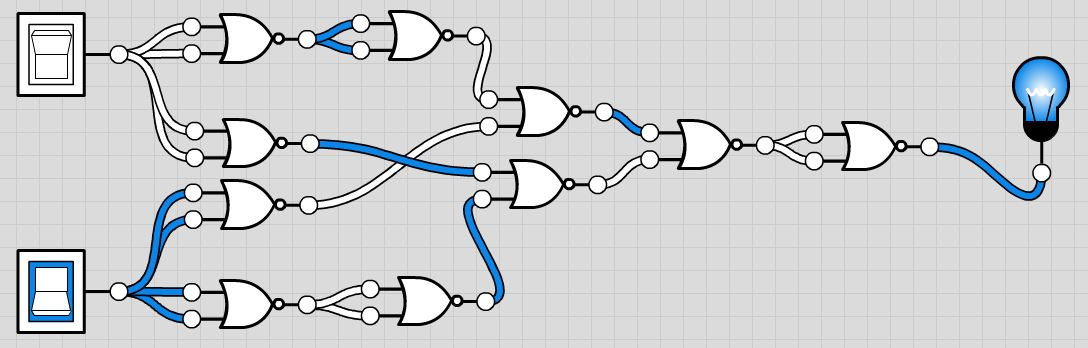
Circuito com somente portas NOR

Nesse circuito obtido também existe portas repetidas. Basta as remover e o circuito estará pronto.

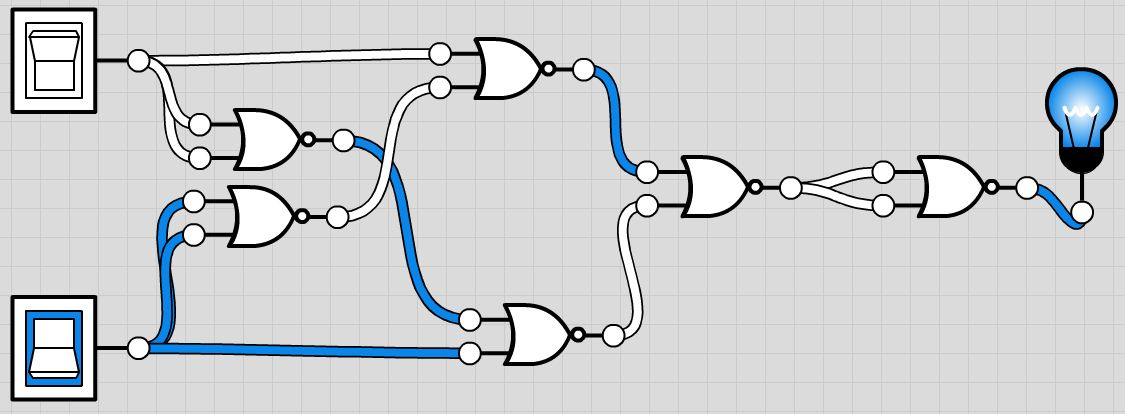
Circuito Pronto com somente portas NOR